# Hans-Jürgen Ende
Hans-Jürgen Ende (ur. 19 lutego 1962) – niemiecki lekkoatleta specjalizujący się w biegach płotkarskich i sprinterskich. Reprezentował Niemiecką Republikę Demokratyczną. 
Największy sukces w karierze odniósł w 1981 r. w Utrechcie, zdobywając na mistrzostwach Europy juniorów brązowy medal w biegu na 400 metrów przez płotki (uzyskany czas: 50,75).
W lekkoatletycznych mistrzostwach NRD na otwartym stadionie zdobył łącznie 7 medali w biegu na 400 m ppł – 2 złote (1985, 1989), 3 srebrne (1987, 1988, 1990) i brązowy (1986) oraz w sztafecie 4 × 400 m – brązowy (1982). Był również brązowym medalistą mistrzostw NRD w biegu na 400 m (1982).
Rekordy życiowe:
- stadion

- bieg na 400 m ppł – 50,22 (4 października 1985, Canberra)

- hala

- bieg na 400 m – 47,88 (5 lutego 1983, Berlin)